# Calilena saylori
Calilena saylori är en spindelart som beskrevs av Chamberlin och Ivie 1941. Calilena saylori ingår i släktet Calilena och familjen trattspindlar. Inga underarter finns listade.